# Dioscorea xizangensis
Dioscorea xizangensis là một loài thực vật có hoa trong họ Dioscoreaceae. Loài này được C.T.Ting mô tả khoa học đầu tiên năm 1982.